# Pedro de Tafalla
Pedro de Tafalla (Tafalla, Navarra, 4 de setembre de 1605 - Parrecs, Segòvia, 6 de març de 1660) fou un religiós i compositor navarrès.
Als nou anys fou admès en el Monestir de l'Escorial, on estudià orgue i composició. Prengué els hàbits el 1623, adoptant el nom del seu poble nadiu. Més tard fou el primer mestre de capella de l'Escorial, on s'hi conserven moltes de les seves obres, que es distingeixen pel seu caràcter religiós i correcta factura.